# IC 4201
IC 4201 ist eine Spiralgalaxie vom Hubble-Typ S im Sternbild Jagdhunde am Nordsternhimmel. Sie ist schätzungsweise 504 Millionen Lichtjahre von der Milchstraße entfernt und hat einen Durchmesser von etwa 75.000 Lichtjahren.
Im selben Himmelsareal befinden sich u. a. die Galaxien NGC 4986, IC 4178, IC 4187, IC 4189.
Das Objekt wurde am 21. März 1903 von Max Wolf entdeckt.